# بیژن ایران‌نژاد
بیژن ایران‌نژاد (۲۲ اردیبهشت ۱۳۲۴ – ۲۸ تیر ۱۳۵۹) سروان فنی نیروی هوایی شاهنشاهی ایران بود. وی به دلیل دست داشتن در کودتای نوژه با حکم محمد محمدی ری‌شهری تیرباران شد.

## زندگی‌نامه
سروان ایران‌نژاد در روز ۲۲ اردیبهشت ۱۳۲۴ در تهران متولد شد و دارای مدرک فوق دیپلم از دانشگاه افسری بود. پرونده وی در ارتباط با طرح کودتای نافرجام معروف به نوژه بود.
طبق اطلاعات موجود، طراحان کودتای نوژه از اعضای حزب ایران و ارتش بودند که نگران از زمامداری روحانیت و معتقد به جدایی دین از دولت بودند. اساس طرح کودتا این بود که خلبانان نیروی هوایی از پایگاه نوژه در همدان پرواز کنند و چند هدف نظامی و خانه آیت‌الله خمینی در جماران را بمباران کنند. تیم دیگری مسئولیت داشت که ساختمان رادیو و تلویزیون در تهران را تحت کنترل خود درآورد و خبر و دلایل کودتا را به اطلاع مردم برساند. گروهی از عشایر بختیاری نیز در این کودتا شرکت داشتند. طرح کودتای نوژه چند ساعت قبل از رسیدن به مرحله اجرا لو رفت.
در ۱۸ تیر ۱۳۵۹، مقامات جمهوری اسلامی اعلام کردند که یک شبکه متشکل از افراد نظامی و غیرنظامی که قصد براندازی جمهوری اسلامی از طریق کودتا را داشته کشف و خنثی شده‌است. دو ماه بعد، سازمان نقاب طی اطلاعیه‌ای مسئولیت اقدام به "قیام" را پذیرفت. این سازمان تأکید نمود که "راه مصدق راه مردم و بختیار پیشوای راستین آن است": "ما قیام کرده‌ایم تا به این فتنه [رژیم جمهوری اسلامی] پایان دهیم و تصدی امور مملکتمان را به پیرو وفادار مصدق، شاپور بختیار، واگذاریم".
پس از کشف این برنامه کودتا، بیش از ۶۰ نفر نظامی و غیرنظامی در شهرهای مختلف ایران ظرف مدت یک ماه به جوخه‌های اعدام سپرده شدند. اکثر نظامیان این گروه هنوز مشمول پاکسازی پس از سقوط نظام شاهنشاهی نشده و در ارتش مشغول خدمت بودند. اعدامهای مربوط به نوژه در ماه‌ها و سالهای بعد ادامه داشت و لااقل دویست نفر در این رابطه اعدام شدند. نورالدین کیانوری، رهبر حزب توده، در مقاله‌ای یادآوری کرد که کودتای نوژه توسط سازمان نظامی آن حزب، که با مقامات جمهوری اسلامی همکاری می‌کرد، کشف و «خنثی» شد.

## دستگیری و بازداشت
اطلاعی در مورد جزئیات دستگیری و بازداشت این متهم در دست نیست، جز این که سروان ایران نژاد حدود ساعت ۱۱ صبح روز ۱۹ تیر ۱۳۵۹ در پایگاه هشتم شکاری اصفهان دستگیر شد.

## دادگاه
محاکمه سروان ایران‌نژاد در دادگاه انقلاب اسلامی ارتش در محل زندان اوین تشکیل شد و از ساعت ۹ صبح تا ۴ و نیم بعد از ظهر به طول انجامید. با پایان گرفتن جلسه دادرسی، دادگاه به مدت یک ساعت وارد شور شد.

## اتهامات
بر اساس کیفر خواست صادره از طرف دادستانی، سروان ایران نژاد و دیگر متهمان به‌طور دسته جمعی به «طراحی و شرکت در کودتای نافرجام پنجشنبه شب مورخ ۱۸ تیر ماه ۱۳۵۹ علیه جمهوری اسلامی ایران» و به عنوان «یاغی بر حکومت اسلام» متهم شدند.
درقسمت «خلاصه جریان پرونده» این کیفرخواست آمده‌است: «وابستگان رژیم پلید نظام پوسیده و ارتجاعی شاهی و امپریالیسم خونخوار و جهانخوار آمریکا و دست نشانده‌های آن [می‌خواستند برای ملت ایران] «سوسیال دموکراسی آمریکایی» را به ارمغان بیاورند و… بعد از دو سال اختناق مطلق و حکومت نظامی، سلطنتی را به رفراندوم بگذارند.»
کیفرخواست دادستان به این صورت خاتمه یافت: «این توطئه یک واقعه مجرد نیست که از آن بتوان در سطور یک کیفر خواست سخن گفت و این توطئه‌گران را نمی‌توان متهمین عادی یک دادگاه تلقی کرد… با توجه به مراتب فوق و با امعان نظر به آیات کریمه قرآن در مورد مجازات «یاغی» بر حکومت اسلامی صدور حکم شرعی مورد استدعاست.»

## مدارک و شواهد
کیفرخواست دادستان موارد زیر را به عنوان دلایل اتهام ذکر کرد:
- "۱- اقاریر صریح متهمین مبنی بر:
  - الف- سبق تصمیم و طراحی توطئه کودتا به منظور واژگون نمودن حکومت جمهوری اسلامی ایران؛
  - ب- آماده نمودن ۳۵ الی۵۰ فروند هواپیما جهت اجرای عملیات و بمباران نمودن مناطق مختلف و پر جمعیت شهرها؛
  - ج- بازگرداندن بختیار خائن، در صورت پیروزی طرح؛
  - د- آماده نمودن اعلامیه‌های چاپی جهت پخش بر روی شهرها در صورت پیروزی طرح توطئه و تهدید به سرکوب نمودن هر گونه مقاومت مردم؛
  - ه- طرح تصرف مراکز عامل نظامی و فرودگاه مهر آباد و رادیو تلویزیون؛

1. گزارشهای ضمیمه پرونده از جانب سپاه پاسداران انقلاب اسلامی؛
2. اظهارات هر یک از متهمین در رابطه با متهمین دیگر؛
3. وجود قرائن و شواهد و امارات موجود در پرونده."

## دفاعیات
از دفاعیات متهم اطلاعی در دست نیست.

## حکم
دادگاه انقلاب اسلامی ارتش سروان بیژن ایران نژاد را به مرگ محکوم کرد. چند ساعت پس از صدور حکم در روز ۲۸ تیر ۱۳۵۹، او در زندان اوین تیرباران شد. خبر اعدام وی و چهار تن دیگر در روزنامه‌های انقلاب اسلامی و جمهوری اسلامی مورخ ۲۹ تیر ۱۳۵۹ به چاپ رسید.